# Guido Reger
Guido Reger (* 5. März 1958; † 26. Juli 2009) war ein deutscher Wirtschaftswissenschaftler.

## Leben
Guido Reger studierte von 1983 bis 1989 an der Universität Hamburg Betriebs- und Volkswirtschaft. Von 1991 bis 1998 war er wissenschaftlicher Projektleiter am Fraunhofer-Institut für System- und Innovationsforschung in Karlsruhe. In dieser Zeit arbeitete er an seiner Dissertation zum Thema Koordination und strategisches Management internationaler Innovationsprozesse, mit der er 1997 an der Universität St. Gallen zum Dr.oec. promoviert wurde. 
1998 ging er als Professor für Betriebswirtschaftslehre und Innovationsmanagement an die Fachhochschule Brandenburg. 2004 übernahm Reger eine Stiftungsprofessur für Innovative Existenzgründungen und Mittelstandsentwicklung an der Universität Potsdam. Rufe an die Newcastle University Business School und die Technische Universität Berlin lehnte Reger ab, um im Mai 2008 den Potsdamer Lehrstuhl für Innovationsmanagement und Entrepreneurship an der Wirtschafts- und Sozialwissenschaftlichen Fakultät zu übernehmen.
Zu Regers Arbeitsschwerpunkten gehörten die Innovationsforschung und Unternehmensgründungen. Er gehörte dem Direktorium des Brandenburgischen Instituts für Existenzgründung und Mittelstandsförderung (BIEM) an und leitete gemeinsam mit Dieter Wagner das Centrum für Entrepreneurship und Innovation (CEIP) der Potsdamer Universität.
Forschungs- und Lehraufenthalte führten Guido Reger in die USA, nach Japan und China sowie verschiedene europäische Länder. Im Oktober 2008 ehrte ihn die Peking-Universität mit der Ernennung zum Honory Research Professor.
Reger war verheiratet und Vater von vier Kindern. Er verstarb im Sommer 2009 unerwartet an den Folgen eines leichten Herzinfarktes. Sein Grab befindet sich auf dem Südwestkirchhof Stahnsdorf.

## Veröffentlichungen (Auswahl)
- European technology policy in Germany – the impact of European community policies upon science and technology in Germany (mit Stefan Kuhlmann), Heidelberg 1995, ISBN 3-7908-0826-1.
- Koordination und strategisches Management internationaler Innovationsprozesse (Dissertation), Heidelberg 1997, ISBN 3-7908-1015-0.
- Innovationsstandorte multinationaler Unternehmen – Internationalisierung technologischer Kompetenzen in der Pharmazeutik, Halbleiter- und Telekommunikationstechnik (mit Marian Beise und Heike Belitz), Heidelberg 1999, ISBN 3-7908-1225-0.
- Leitfaden zur Internationalisierung von Biotechnologieunternehmen (postum, mit Michael Nolting und Dana Mietzner), Potsdam 2010, ISBN 978-3-86956-040-3.